# Diego Gregorio Cadello
Diego Gregorio Cadello, italijanski rimskokatoliški duhovnik, škof in kardinal, * 1. marec 1735, Cagliari, † 5. julij 1807.

## Življenjepis
20. maja 1758 je prejel duhovniško posvečenje.
29. januarja 1798 je bil imenovan za nadškofa Cagliarija.
17. januarja 1803 je bil povzdignjen v kardinala.